# Tisxenko
Tisxenko - Тыщенко (rus) - és un khútor del krai de Krasnodar, a Rússia. Es troba a la vora dreta del riu Kirpili. És a 21 km a l'oest de Korenovsk i a 44 km al nord-est de Krasnodar.
Pertany a l'stanitsa de Serguíievskaia.